# Liste der Bodendenkmäler in Breitenbrunn (Oberpfalz)
Auf dieser Seite sind die Bodendenkmäler in dem Oberpfälzer Markt Breitenbrunn zusammengestellt. Diese Tabelle ist eine Teilliste der Liste der Bodendenkmäler in Bayern. Grundlage ist die Bayerische Denkmalliste, die auf Basis des Bayerischen Denkmalschutzgesetzes vom 1. Oktober 1973 erstmals erstellt wurde und seither durch das Bayerische Landesamt für Denkmalpflege geführt wird. Die folgenden Angaben ersetzen nicht die rechtsverbindliche Auskunft der Denkmalschutzbehörde.

## Bodendenkmäler in Breitenbrunn

### Bodendenkmäler in der Gemarkung Berletzhof
| Lage                  | Objekt                                              | Akten-Nr.     | Bild |
| --------------------- | --------------------------------------------------- | ------------- | ---- |
| Berletzhof (Standort) | Vorgeschichtlicher Bestattungsplatz mit Grabhügeln. | D-3-6936-0020 |      |

### Bodendenkmäler in der Gemarkung Breitenbrunn
| Lage                    | Objekt | Akten-Nr.     | Bild |
| ----------------------- | --- | ------------- | ---- |
| Breitenbrunn (Standort) | Vorgeschichtlicher Bestattungsplatz mit Grabhügeln. | D-3-6935-0091 |      |
| Breitenbrunn (Standort) | Archäologische Befunde des Mittelalters und der frühen Neuzeit im Bereich der historischen Marktsiedlung Breitenbrunn. | D-3-6935-0185 |      |
| Breitenbrunn (Standort) | Archäologische Befunde des Mittelalters und der frühen Neuzeit im Bereich der katholischen Pfarrkirche Mariä Himmelfahrt und der Friedhofskapelle St. Michael in Breitenbrunn, darunter die Spuren von Vorgängerbauten bzw. älterer Bauphasen und der aufgelassene historische Ortsfriedhof. | D-3-6935-0186 |      |
| Breitenbrunn (Standort) | Untertägige Befunde des abgebrochenen südwestlichen Tores der historischen Marktbefestigung von Breitenbrunn. | D-3-6935-0187 |      |
| Breitenbrunn (Standort) | Archäologische Befunde der frühen Neuzeit im Bereich der katholischen Kirche St. Mater Dolorosa in Breitenbrunn, darunter die Spuren von Vorgängerbauten bzw. früheren Bauphasen. | D-3-6935-0188 |      |
| Breitenbrunn (Standort) | Archäologische Befunde im Bereich des frühneuzeitlichen Schlosses von Breitenbrunn. | D-3-6935-0190 |      |
| Breitenbrunn (Standort) | Untertägige Befunde des abgebrochenen nordwestlichen Tores der historischen Marktbefestigung von Breitenbrunn. | D-3-6935-0200 |      |
| Breitenbrunn (Standort) | Untertägige Befunde des abgebrochenen östlichen Tores der historischen Marktbefestigung von Breitenbrunn. | D-3-6935-0201 |      |
| Breitenbrunn (Standort) | Untertägige Befunde des abgebrochenen südöstlichen Tores der historischen Marktbefestigung von Breitenbrunn. | D-3-6935-0202 |      |

### Bodendenkmäler in der Gemarkung Buch
| Lage            | Objekt | Akten-Nr.     | Bild |
| --------------- | --- | ------------- | ---- |
| Buch (Standort) | Vorgeschichtlicher Bestattungsplatz mit Grabhügeln. | D-3-6835-0005 |      |
| Buch (Standort) | Vorgeschichtlicher Bestattungsplatz mit Grabhügeln. | D-3-6835-0006 |      |
| Buch (Standort) | Vorgeschichtlicher Bestattungsplatz mit Grabhügeln. | D-3-6835-0007 |      |
| Buch (Standort) | Vorgeschichtlicher Bestattungsplatz mit Grabhügeln. | D-3-6835-0008 |      |
| Buch (Standort) | Archäologische Befunde des Mittelalters und der frühen Neuzeit im Bereich der katholischen Filialkirche St. Vitus in Rasch, darunter die Spuren von Vorgängerbauten bzw. älterer Bauphasen. | D-3-6835-0114 |      |
| Buch (Standort) | Abschnittsbefestigung vor- und frühgeschichtlicher Zeitstellung, vorgeschichtliche Höhensiedlung.                                                                                           | D-3-6935-0094 |      |
| Buch (Standort) | Mesolithische Freilandstation, Siedlungen des Spätneolithikums, der Urnenfelderzeit und der Hallstattzeit.                                                                                  | D-3-6935-0095 |      |
| Buch (Standort) | Bestattungsplatz des Mittelalters oder der frühen Neuzeit. | D-3-6935-0097 |      |
| Buch (Standort) | Archäologische Befunde des Mittelalters und der frühen Neuzeit im Bereich der katholischen Filialkirche St. Thomas in Buch, darunter die Spuren von Vorgängerbauten bzw. älterer Bauphasen. | D-3-6935-0178 |      |
| Buch (Standort) | Archäologische Befunde des Mittelalters und der frühen Neuzeit im Bereich der katholischen Wallfahrtskirche St. Sebastian bei Breitenbrunn, darunter die Spuren älterer Bauphasen.          | D-3-6935-0189 |      |

### Bodendenkmäler in der Gemarkung Dürn
| Lage            | Objekt | Akten-Nr.     | Bild |
| --------------- | --- | ------------- | ---- |
| Dürn (Standort) | Vorgeschichtlicher Bestattungsplatz mit Grabhügeln. | D-3-6835-0001 |      |
| Dürn (Standort) | Abschnittsbefestigung vor- und frühgeschichtlicher Zeitstellung. | D-3-6835-0152 |      |
| Dürn (Standort) | Vorgeschichtlicher Bestattungsplatz mit Grabhügel. | D-3-6935-0092 |      |
| Dürn (Standort) | Archäologische Befunde des Mittelalters und der frühen Neuzeit im Bereich der katholischen Filialkirche St. Georg in Dürn, darunter die Spuren von Vorgängerbauten bzw. älterer Bauphasen. | D-3-6935-0180 |      |
| Dürn (Standort) | Abschnittsbefestigung vor- und frühgeschichtlicher Zeitstellung. | D-3-6935-0208 |      |

### Bodendenkmäler in der Gemarkung Erggertshofen
| Lage                     | Objekt | Akten-Nr.     | Bild |
| ------------------------ | --- | ------------- | ---- |
| Erggertshofen (Standort) | Vorgeschichtlicher Bestattungsplatz mit verebneten Grabhügeln. | D-3-6935-0099 |      |
| Erggertshofen (Standort) | Archäologische Befunde des Mittelalters und der frühen Neuzeit im Bereich der katholischen Filialkirche St. Johannes der Täufer in Erggertshofen, darunter die Spuren von Vorgängerbauten bzw. älterer Bauphasen. | D-3-6935-0194 |      |
| Erggertshofen (Standort) | Archäologische Befunde des Mittelalters und der frühen Neuzeit im Bereich der katholischen Filialkirche St. Georg in Wolfertshofen, darunter die Spuren von Vorgängerbauten bzw. älterer Bauphasen.               | D-3-6935-0198 |      |
| Erggertshofen (Standort) | Historische Eisenschlackenhalde Blauer Bühl. | D-3-6936-0038 |      |

### Bodendenkmäler in der Gemarkung Gimpertshausen
| Lage                      | Objekt | Akten-Nr.     | Bild |
| ------------------------- | --- | ------------- | ---- |
| Gimpertshausen (Standort) | Vorgeschichtlicher Bestattungsplatz mit Grabhügeln. | D-3-6835-0002 |      |
| Gimpertshausen (Standort) | Archäologische Befunde des Mittelalters und der frühen Neuzeit im Bereich der katholischen Pfarrkirche St. Pankraz in Gimpertshausen, darunter die Spuren von Vorgängerbauten bzw. älterer Bauphasen. | D-3-6835-0115 |      |
| Gimpertshausen (Standort) | Vorgeschichtlicher Bestattungsplatz mit Grabhügel. | D-3-6935-0102 |      |

### Bodendenkmäler in der Gemarkung Hamberg
| Lage               | Objekt | Akten-Nr.     | Bild |
| ------------------ | --- | ------------- | ---- |
| Hamberg (Standort) | Archäologische Befunde des Mittelalters und der frühen Neuzeit im Bereich der katholischen Filialkirche St. Jakob in Hamberg, darunter die Spuren von Vorgängerbauten bzw. älteren Bauphasen. | D-3-6836-0207 |      |
| Hamberg (Standort) | Mesolithische Freilandstation. | D-3-6936-0044 |      |

### Bodendenkmäler in der Gemarkung Kemnathen
| Lage                 | Objekt | Akten-Nr.     | Bild |
| -------------------- | --- | ------------- | ---- |
| Kemnathen (Standort) | Vorgeschichtlicher Bestattungsplatz mit Grabhügeln. | D-3-6835-0003 |      |
| Kemnathen (Standort) | Vorgeschichtlicher Bestattungsplatz mit Grabhügeln. | D-3-6835-0004 |      |
| Kemnathen (Standort) | Vorgeschichtlicher Bestattungsplatz mit verebneten Grabhügeln. | D-3-6835-0025 |      |
| Kemnathen (Standort) | Vorgeschichtlicher Bestattungsplatz mit verebneten Grabhügeln. | D-3-6835-0026 |      |
| Kemnathen (Standort) | Mittelalterlicher Burgstall, archäologische Befunde des Mittelalters und der frühen Neuzeit im Bereich der katholischen Kirche St. Walburga in Kemnathen, darunter die Spuren von Vorgängerbauten bzw. älterer Bauphasen. | D-3-6835-0110 |      |
| Kemnathen (Standort) | Mittelalterlicher Burgstall Altenburg, Abschnittsbefestigung vor- und frühgeschichtlicher Zeitstellung, mesolithische Freilandstation, Siedlungen der Chamer Kultur und der Latènezeit.                                   | D-3-6935-0093 |      |
| Kemnathen (Standort) | Archäologische Befunde im Bereich der mittelalterlichen Burg und des frühneuzeitlichen Schlosses Breitenegg. | D-3-6935-0101 |      |
| Kemnathen (Standort) | Siedlungen der Jungsteinzeit und der Urnenfelderzeit. | D-3-6935-0213 |      |

### Bodendenkmäler in der Gemarkung Langenthonhausen
| Lage                        | Objekt | Akten-Nr.     | Bild |
| --------------------------- | --- | ------------- | ---- |
| Langenthonhausen (Standort) | Vorgeschichtlicher Bestattungsplatz mit Grabhügeln. | D-3-6936-0039 |      |
| Langenthonhausen (Standort) | Vorgeschichtlicher Bestattungsplatz mit Grabhügel. | D-3-6936-0040 |      |
| Langenthonhausen (Standort) | Archäologische Befunde des Mittelalters und der frühen Neuzeit im Bereich der katholischen Filialkirche St. Stephan in Langenthonhausen, darunter die Spuren von Vorgängerbauten bzw. älteren Bauphasen. | D-3-6936-0116 |      |

### Bodendenkmäler in der Gemarkung Premerzhofen
| Lage                    | Objekt | Akten-Nr.     | Bild |
| ----------------------- | --- | ------------- | ---- |
| Premerzhofen (Standort) | Abschnittsbefestigung vor- und frühgeschichtlicher Zeitstellung. | D-3-6935-0086 |      |
| Premerzhofen (Standort) | Vorgeschichtlicher Bestattungsplatz mit Grabhügeln. | D-3-6935-0087 |      |
| Premerzhofen (Standort) | Vorgeschichtlicher Bestattungsplatz mit Grabhügeln. | D-3-6935-0088 |      |
| Premerzhofen (Standort) | Vorgeschichtlicher Bestattungsplatz mit Grabhügeln. | D-3-6935-0089 |      |
| Premerzhofen (Standort) | Vorgeschichtlicher Bestattungsplatz mit verebneten Grabhügeln. | D-3-6935-0103 |      |
| Premerzhofen (Standort) | Archäologische Befunde der frühen Neuzeit im Bereich der katholischen Filialkirche St. Alban in Premerzhofen, darunter die Spuren von Vorgängerbauten bzw. älterer Bauphasen. | D-3-6935-0192 |      |